# Stanislao Sanseverino
Stanislao Sanseverino (Napoli, 13 luglio 1764 – Forlì, 11 maggio 1826) è stato un cardinale italiano della Chiesa cattolica, nominato da papa Pio VII.

## Biografia
Nacque a Napoli il 13 luglio 1764.
Papa Pio VII lo elevò al rango di cardinale nel concistoro del 22 luglio 1816, come cardinale diacono di Santa Maria in Portico Campitelli.
Fu quindi nominato legato pontificio a Forlì (1818-1826): suo vicelegato fu Giovanni Rusconi.
A Forlì fece, tra l'altro, ristrutturare la facciata dell'attuale Palazzo Comunale da Gottardo Perseguiti e Giovanni Bertoni.
Partecipò al conclave del 1823, che si concluse con l'elezione di papa Leone XII.
Il 21 marzo 1825 divenne cardinale diacono di Santa Maria ad Martyres.
Morì a Forlì l'11 maggio 1826 all'età di 61 anni e fu sepolto nella cattedrale cittadina.

## Ascendenza
|                                                     |   |                                                     | Genitori                                                  |  |  | Nonni |  |  | Bisnonni                                      |  |  | Trisnonni                                         |  |
|                                                     |   |                                                     |                                                           |  |  |       |  |  | Giuseppe Sanseverino, X principe di Bisignano |  |  | Carlo Maria Sanseverino, IX principe di Bisignano |  |
|                                                     |   |                                                     |                                                           |  |  |       |  |  | Giuseppe Sanseverino, X principe di Bisignano |  |  | Carlo Maria Sanseverino, IX principe di Bisignano |  |
|                                                     |   | Maria Maria Fardella, V principessa di Paceco       |                                                           |  |  |       |  |  | Giuseppe Sanseverino, X principe di Bisignano |  |  |                                                   |  |
| Luigi Sanseverino, XI principe di Bisignano         |   |                                                     |                                                           |  |  |       |  |  | Giuseppe Sanseverino, X principe di Bisignano |  |  |                                                   |  |
|                                                     |   | Stefania Pignatelli di Noja                         | Niccolò Pignatelli di Noja                                |  |  |       |  |  |                                               |  |  |                                                   |  |
|                                                     |   | Stefania Pignatelli di Noja                         | Niccolò Pignatelli di Noja                                |  |  |       |  |  |                                               |  |  |                                                   |  |
|                                                     |   | Stefania Pignatelli di Noja                         | Giovanna Pignatelli y Pimentel, IX duchessa di Monteleone |  |  |       |  |  |                                               |  |  |                                                   |  |
| Pietro Antonio Sanseverino, principe di San Giorgio |   | Stefania Pignatelli di Noja                         |                                                           |  |  |       |  |  |                                               |  |  |                                                   |  |
|                                                     |   | Carlo Emanuele Spinelli, IV principe di San Giorgio | Giulio Spinelli                                           |  |  |       |  |  |                                               |  |  |                                                   |  |
|                                                     |   | Carlo Emanuele Spinelli, IV principe di San Giorgio | Giulio Spinelli                                           |  |  |       |  |  |                                               |  |  |                                                   |  |
|                                                     |   | Carlo Emanuele Spinelli, IV principe di San Giorgio | Ippolita Carafa                                           |  |  |       |  |  |                                               |  |  |                                                   |  |
| Ippolita Spinelli                                   |   | Carlo Emanuele Spinelli, IV principe di San Giorgio |                                                           |  |  |       |  |  |                                               |  |  |                                                   |  |
|                                                     |   | Maria di Capua                                      | …                                                         |  |  |       |  |  |                                               |  |  |                                                   |  |
|                                                     |   | Maria di Capua                                      | …                                                         |  |  |       |  |  |                                               |  |  |                                                   |  |
|                                                     |   | Maria di Capua                                      | …                                                         |  |  |       |  |  |                                               |  |  |                                                   |  |
| Stanislao Sanseverino                               |   | Maria di Capua                                      |                                                           |  |  |       |  |  |                                               |  |  |                                                   |  |
|                                                     | … | …                                                   |                                                           |  |  |       |  |  |                                               |  |  |                                                   |  |
|                                                     | … | …                                                   |                                                           |  |  |       |  |  |                                               |  |  |                                                   |  |
|                                                     | … | …                                                   |                                                           |  |  |       |  |  |                                               |  |  |                                                   |  |
| Tommaso Caracciolo                                  | … |                                                     |                                                           |  |  |       |  |  |                                               |  |  |                                                   |  |
|                                                     |   | …                                                   | …                                                         |  |  |       |  |  |                                               |  |  |                                                   |  |
|                                                     |   | …                                                   | …                                                         |  |  |       |  |  |                                               |  |  |                                                   |  |
|                                                     |   | …                                                   | …                                                         |  |  |       |  |  |                                               |  |  |                                                   |  |
| Aurora Caracciolo                                   |   | …                                                   |                                                           |  |  |       |  |  |                                               |  |  |                                                   |  |
|                                                     |   | …                                                   | …                                                         |  |  |       |  |  |                                               |  |  |                                                   |  |
|                                                     |   | …                                                   | …                                                         |  |  |       |  |  |                                               |  |  |                                                   |  |
|                                                     |   | …                                                   | …                                                         |  |  |       |  |  |                                               |  |  |                                                   |  |
| Ippolita de Dura                                    |   | …                                                   |                                                           |  |  |       |  |  |                                               |  |  |                                                   |  |
|                                                     |   | …                                                   | …                                                         |  |  |       |  |  |                                               |  |  |                                                   |  |
|                                                     |   | …                                                   | …                                                         |  |  |       |  |  |                                               |  |  |                                                   |  |
|                                                     |   | …                                                   | …                                                         |  |  |       |  |  |                                               |  |  |                                                   |  |
|                                                     |   | …                                                   |                                                           |  |  |       |  |  |                                               |  |  |                                                   |  |